# Mycofenolzuur
Mycofenolzuur (mycophenolic acid, MPA) is de werkzame stof van de geneesmiddelen Mycofenolaatmofetil (MMF, CellCept van Roche) en Mycofenolzuur natrium (EC-MPS, entric coated mycophenolic acid sodium, Myfortic van Novartis. Het geneesmiddel is een immunosuppressivum. Het middel remt het enzym IMPDH, waardoor het afweersysteem zwakker wordt. In combinatie met andere immunosuppresiva wordt het profylactisch toegepast tegen afstotingsreacties van getransplanteerde organen.
Mycofenolzuur werd oorspronkelijk ontdekt door de Italiaan Bartolomeo Gosio in 1893. Het werd herontdekt in 1945 en 1968. Het is beschikbaar als generiek medicijn.

## Farmacologie
MMF wordt in de darmen en in het pre-systemisch vaatstelsel direct omgezet in de werkzame stof mycofenolzuur. EC-MPS heeft een maagsap beschermende coating en geeft mycofenolzuur pas af in de darmen, waarna het wordt opgenomen in de bloedbaan. Eenmaal opgenomen in het lichaam wordt MPA onder normale omstandigheden voor meer dan 97% gebonden aan eiwitten in het bloed. Andere medicijnen met een hoge eiwitbinding of een hoge bloedureum spiegel kunnen voor een lagere binding van MPA zorgen. MPA wordt in de lever omgezet naar MPA-glucuronide (MPAG) en acyl-MPAG (acMPAG), alleen de laatste vorm is nog voor ongeveer 10% werkzaam. MPAG wordt vervolgens uitgescheiden door de nieren. Een slechte nierfunctie - wat vaak het geval is net na een niertransplantatie - zorgt voor een ophoping van MPAG. Deze verhoogde MPAG spiegels in het bloed zorgen voor een verlaagde eiwitbinding van MPA, waardoor er meer MPA door de nieren uitgescheiden kan worden. Bij een slechte nierfunctie is er dus minder MPA beschikbaar in het lichaam.
Mycofenolzuur remt het enzym inosine monofosfaat dehydrogenase (IMPDH). IMPDH is in de cellen nodig voor de productie van nucleotiden, die nodig zijn voor de overleving van de cellen. Lymfocyten hebben geen andere weg om nucleotiden te maken. Door de remming van IMPDH wordt de levensduur van T- en B-lymfocyten korter, waardoor het uiteindelijke effect een verlaging van de lichamelijke afweer is. Aangetoond is dat een verhoogde IMPDH activiteit de kans op afstoting van het getransplanteerde orgaan verhoogt.

## Toepassing
Het middel is geregistreerd als profylaxe van acute afstotingsreacties na orgaantransplantaties is combinatie met één of meerdere andere immunosuppressiva. De meest gebruikte combinatie in Nederland na een niertransplantatie is MMF, tacrolimus en een corticosteroïd. Naast deze toepassing vindt off-label gebruik plaats na beenmergtransplantaties, ziekte van Crohn en autoimmuunziektes.

## Bijwerkingen
De voornaamste bijwerkingen zijn diarree, braken, een tekort aan witte bloedcellen en bloedinfecties. Gezien de werking van het middel wordt bloedarmoede, een tekort aan bloedplaatjes en andere hematologische veranderingen ook vaak gezien (zoals pancytopenie en neutropenie). Veranderingen in vele stoffen in het bloed zijn ook gemeld, zoals een tekort aan kalium, magnesium, calcium en fosfaat. Pijn in hoofd, rug en op de borst kunnen ontstaan en slapeloosheid en een tremor van de ledematen. Infecties die normaal eenvoudig te overwinnen zijn door het lichaam kunnen bij het gebruik van dit middel ook meer en heviger optreden. Een aantal gevallen van huidkanker is bekend bij het gebruik van het middel.
De bijwerkingen kunnen niet los worden gezien van de onderliggende aandoening en van de toediening van andere immunosuppressiva. De voorschrijvend arts zal daarom altijd naar de gehele medicatie en lichamelijke toestand moeten kijken. Een verandering van de dosering kan vaak de bijwerkingen doen verminderen of laten verdwijnen, hoewel deze bijwerkingen zeker ook ontstaan kunnen zijn door andere medicatie.

## Waarschuwing na registratie
De fabrikanten Hoffmann-La Roche en Novartis waarschuwden in december 2014 per brief voor het vaker optreden van hypogammaglobulinemie en bronchiëctasieën.
Op 12 november 2015 waarschuwde de fabrikant uitdrukkelijk dat volledig effectieve anticonceptie voor mannen en vrouwen noodzakelijk is.